# Conor Grace
Conor Thomas Grace (Dublino, 31 gennaio 1982) è un ex cestista irlandese.

## Carriera
Ha esordito da professionista in Italia, dove ha disputato la Serie A con la Viola Reggio Calabria.
Ha successivamente giocato nella seconda serie del campionato francese nel Boulazac Basket Dordogne, dal gennaio al giugno 2007. Dopo l'esperienza francese, ha militato in Korisliiga nel Team Componenta Karkkila, per poi trasferirsi (gennaio 2008) nei Norrköping Dolphins in Svenska basketligan. Nella stagione 2008-09 ha disputato 30 incontri con la maglia dell'Īlysiakos in A2 Ethniki.
Da Atene si è trasferito in Irlanda ai Neptune Cork, squadra di SuperLeague, con ui ha giocato dal settembre al dicembre 2009. Successivamente ha militato nello Zorg and Zekerheid Leiden, squadra della FEB Eredivisie. Ha poi giocato in Malesia con i Westsports KL Dragons dal settembre al novembre 2010, prima di trasferirsi nuovamente in Svezia nei Norrköping Dolphins, con i quali ha anche disputato l'EuroChallenge.

## Palmarès
- Coppa d'Olanda: 1

Leida: 2010